# Eleusino (filho de Ogiges)
Eleusino, na mitologia grega, foi o fundador da cidade de Elêusis, cujo nome deriva do seu nome.
Pausânias apresenta duas versões, preferindo a de que Eleusino era filho de Hermes e a ninfa Daeira, filha de Oceano à de que ele era filho de Ogiges.
Ele se casou com Cothonea, com quem teve o filho Triptólemo. Triptólemo teve como ama de leite a deusa Ceres, que o amamentava de dia e de noite o colocava no fogo. Estranhando que Triptólemo crescia mais do que o esperado, seus pais vigiaram Ceres em segredo, e entraram em pânico quando viram que Ceres ia colocar a criança no fogo. Irritada, Ceres matou Eleusino.
Newton calcula a data da fundação de Elêusis como sendo 1080 a.C.,  em sua análise da mitologia grega; esta data é bem diferente das cronologias tradicionais, em que Elêusis foi fundada em cerca de 1780 a.C. (por Ogiges, segundo Jerônimo de Estridão).